# Oddział Hydroplanów Samodzielnej Armii Uralskiej
Oddział Hydroplanów Samodzielnej Armii Uralskiej (ros. Гидроавиационный отряд Уральской Отдельной армии) - lotnicza jednostka wojskowa Samodzielnej Armii Uralskiej podczas wojny domowej w Rosji.
W marcu 1919 r. do Pietrowska przybyła brytyjska 266 eskadra lotnicza hydroplanów. Od maja do lipca tego roku uczestniczyła w nalotach na Fort Aleksandrowski. Tymczasem lotnictwo morskie białych operujące na Morzu Kaspijskim zostało przekazane Samodzielnej Armii Uralskiej. Do Guriewa, gdzie stacjonowało dowództwo armii, przyjechał por. Herbert J. Blumenfeld, b. komendant szkoły lotniczej w Baku, który miał doprowadzić oddział hydroplanów do gotowości bojowej.
W jego skład wchodziło 6 hydroplanów i wyremontowany samolot Voisin LAS, pochodzący z b. 9 Oddziału Lotniczego. Na czele oddziału stanął sztabskapitan Jegorow. Pod koniec czerwca Brytyjczycy – po długich pertraktacjach – zgodzili się przekazać swój sprzęt i wyposażenie wojskowe Siłom Zbrojnym Południa Rosji i Samodzielnej Armii Uralskiej. Z Pietrowska do Guriewa zostały przetransportowane 2 wodnosamoloty Short Type 184. Jednakże pierwszy lot bojowy, przeprowadzony przez sztabskapitana Jegorowa, zakończył się katastrofą. Krótko po wzniesieniu się w powietrze wybuchły bomby, które trzymał na kolanach rosyjski pilot. Nowym dowódcą oddziału został sztabskapitan H. J. Blumenfeld. W październiku 1919 r. oddział hydroplanów przebazował się do Ganiuszkina. Na wyposażeniu miał wówczas 4 hydroplany: M-5, M-9 (zwiadowczy), Short 184 i nieznanego typu. Pilotami byli praporszczik Kukuriczkin, praporszczik Iwaszinienko, sztabskapitan Usow, kornet Januszkiewicz, miczman Grincewicz oraz podoficerowie Wasiljew i Szachmatow.
Wykonywali oni loty zwiadowcze, bombowe, przekazywali meldunki na okręty wojskowe. Hydroplany były wysłużone, więc często pozostawały niesprawne. W wyniku ofensywy wojsk bolszewickich na kierunku astrachańskim w Ganiuszkinie została pod koniec listopada 1919 r. okrążona Astrachańska Brygada Kawalerii. Po kilku atakach jej oddziały skapitulowały. Wojska bolszewickie zdobyły m.in. 4 hydroplany Oddziału Hydroplanów Samodzielnej Armii Uralskiej. W ten sposób przestał on istnieć.